# Katarzyna Kluczwajd
Katarzyna Kluczwajd (ur. 9 maja 1962 w Toruniu) – polska muzealniczka, regionalistka, autorka licznych wystaw muzealnych, publikacji o sztuce Torunia i rzemiośle artystycznym, animatorka życia naukowego i redaktorka licznych opracowań naukowych, popularyzatorka wiedzy o sztuce i kulturze, blogerka. Kustosz w WBP Książnicy Kopernikańskiej w Toruniu.

## Wykształcenie
Absolwentka studiów magisterskich na kierunku konserwatorstwo i muzealnictwo (specjalność muzealnictwo) na Wydziale Sztuk Pięknych Uniwersytetu Mikołaja Kopernika w Toruniu, muzealniczych studiów podyplomowych na Uniwersytecie Warszawskim, studiów podyplomowych zarządzania finansami i marketingu na Uniwersytecie Mikołaja Kopernika.

## Aktywność zawodowa
W latach 1987–2013 w Muzeum Okręgowym w Toruniu (starszy kustosz działu sztuki, kolekcja rzemiosła artystycznego).
Autorka licznych wystaw, m.in.:
- wystawy stałe:
- Dawny Toruń. Historia i rzemiosło artystyczne 1233–1793 (z Romanem Domagałą), 1994
- Sztuka sakralna nowożytnego Torunia, 1994
- Skarb ze Skrwilna. Skarb z Nieszawy. Złotnictwo świeckie polskie i obce, 1997
- wystawy czasowe:
- Ars Sacra. Dawna sztuka diecezji toruńskiej (współautorka), 1992 – II miejsce w Konkursie Sybilla Wydarzenie Muzealne Roku
- Tempus tene. Zegary mechaniczne w Polsce – tradycja i współczesność, 2000
- cykl: Skarby kościołów toruńskich 2002–2009 (Skarby toruńskiej katedry 2002, Skarby kościoła Mariackiego w Toruniu 2005, Skarby kościoła św. Jakuba w Toruniu 2009)
- Spojrzenie na RZUT. O wyposażeniu domu i wzornictwie w toruńskim wydaniu, 2003 – wyróżnienie w konkursie Sybilla Wydarzenie Muzealne Roku za wystawę i publikację
- Zegary sprzed lat. Zegary mechaniczne ze zbiorów MOT, 2004 – III miejsce w konkursie Sybilla Wydarzenie Muzealne Roku za autorski projekt (katalog kolekcji, wystawa, konferencja)[2]
- Toruńscy zegary i zegarmistrzowie 2008 – I miejsce w konkursie Sybilla Wydarzenie Muzealne Roku za autorski projekt (monografia, wystawa czasowa)[3]

Autorka licznych publikacji: katalogów zbiorów i wystaw, monografii, artykułów, not katalogowych i in., m.in.:
- Skarb ze Skrwilna. Skarb z Nieszawy. Klejnoty szlachty polskiej ze zbiorów Muzeum Okręgowego w Toruniu, Toruń 2002
- Spojrzenie na RZUT. O wyposażeniu domu toruńskiego wzornictwie toruńskiego toruńskim wydaniu, Toruń 2003
- Kruche piękno. Ceramika artystyczna ze zbiorów MOT. Katalog, Toruń 2003
- Zegary sprzed lat… Zegary mechaniczne ze zbiorów Muzeum Okręgowego w Toruniu. Katalog, Toruń 2004
- Toruńskie zegary i zegarmistrzowie, Toruń 2008
- Zagrabione, utracone muzealia toruńskie i inne zabytki miejscowe. O stratach wojennych, ale i o polityce i „planowej gospodarce muzealiami”, kps (2011)
- Srebra i klejnoty. Wyroby złotnicze i jubilerskie ze zbiorów Muzeum Okręgowego w Toruniu. Katalog, kps (2012)
- Ars Sacra. Dawna sztuka diecezji chełmińskiej. Katalog wystawy, Toruń 1993 (współautorka)
- Tempus tene. Zegary mechaniczne w Polsce – tradycja i współczesność. Katalog wystawy, Toruń 2000 (współautorka, redakcja)
- Encyklopedia Britannica, edycja polska – hasła dot. Rzemiosła artystycznego
- Dzwony w toruńskim Ratuszu Staromiejskim, Rocznik Toruński, 27, 2000, s. 99–111[4]
- Historia „haniebna” Napoleona Bonaparte. O dwóch zabytkach ze zbiorów toruńskich i satyrze na Napoleona, Rocznik Muzeum Okręgowego w Toruniu, 12, 2003, s. 55–71
- Burmistrza Roesnera wizerunki różne, Rocznik Muzeum Okręgowego w Toruniu, 13/14, 2005, s. 73–104
- Srebra toruńskie i inne nabyte do kolekcji Muzeum Okręgowego w Toruniu (1992–2008), Rocznik Muzeum Okręgowego w Toruniu, 17, 2008, s. 53–94
- Nowo nabyty zegar kaflowy Tobiasa Krette (Crettesa) i uwagi o zegarmistrzostwie toruńskim – uzupełnienie monografii, Rocznik Muzeum Okręgowego w Toruniu, 18, 2009

Otrzymała odznaki: Złotą Za Opiekę nad Zabytkami, Zasłużony Działacz Kultury.
Zwolniona w 2013 roku w konsekwencji ujawnienia działań dyrekcji o charakterze mobbingu.
W latach 1991–2008 sekretarz naukowy Olimpiady Artystycznej w sekcji plastyki. Na rzecz jej uczestników organizowała zajęcia z historii sztuki. Za tę działalność otrzymała Medal Komisji Edukacji Narodowej.
W latach 2001–2009 prowadziła zajęcia ze studentami studiów dziennych i podyplomowych Wydziału Sztuk Pięknych Uniwersytetu Mikołaja Kopernika (zabytkoznawstwo metali kolorowych, zarządzanie instytucjami kultury).
Od 2014 roku zatrudniona w WBP Książnicy Kopernikańskiej w Toruniu. Autorka projektów dotyczących kultury i sztuki Torunia, m.in. spotkania Toruń miasto zabytków, Podgórz sprzed lat, Bydgoskie Przedmieście sprzed lat, Zabytki młodszego pokolenia – retro.
Członkini Stowarzyszenia Historyków Sztuki (Oddział Toruński, od 1988 roku, sekretarz Oddziału 1988–2003, prezes 2003–2018). Pomysłodawczyni i organizatorka konferencji: Rzemiosło artystyczne i wzornictwo w Polsce (od 2000 roku, 16 edycji), Dzieje i skarby kościołów toruńskich (od 2002 roku, 6 edycji), Zabytki toruńskie młodszego pokolenia (od 2015 roku, 13 edycji), redaktorka tomów posesyjnych i artykułów tamże. Autorka publikacji o dziejach Toruńskiego Oddziału SHS (zał. 1947).
Koordynatorka projektu Toruńskiego Oddziału SHS opracowania Dziejów sztuki Torunia, sfinansowanego przez Gminę Miasta Toruń. Autorzy otrzymali wyróżnienie w IX edycji Nagród Marszałka Województwa Kujawsko-Pomorskiego oraz Złotą Karetę dziennika „Nowości”.
Otrzymała Brązowy Medal Zasłużony Kulturze Gloria Artis (2014).

## Aktywnośćprivateregionalistyczna
Efektem realizacji zainteresowań w trybie private są m.in. książki, artykuły w miejscowej prasie nt. sztuki i kultury Torunia, historyczne spacery, spotkania i inne.
Książki:
- Skarby toruńskiego kościoła Mariackiego, Toruń 2005
- Kościół pw. św. Jakuba Apostoła w Toruniu. 700 lat świątyni 1309–2009, Toruń 2009
- Toruń jest… jaki? Wizja miasta zależy od Ciebie, Toruń 2010 (fotografie Andrzej R. Skowroński) – pierwsze opracowanie służące poznawaniu dziejów miasta nieliniowo i kreatywnie[13]
- Toruń między wojnami. Opowieść o życiu miasta 1920–1939, Łódź 2011[14]
- Toruńskie teatry świetlne, czyli kina, wytwórczość filmowa i miejscowe gwiazdy. O kulturze czasu wolnego dawnych torunian, Toruń 2013[15]
- Opus temporis. Toruńskiej katedry historia najnowsza, Toruń 2013 (red., wraz z ks. Markiem Rumińskim)
- seria: Toruń SPACErkiem 2015–2017 (PierniCZANa orbita, Krzyżacka ORBIta, AStronomiczna orbita, kiNOWO-filMOWA orbita)[16]
- Toruń, którego nie ma, Łódź 2017
- Piernikajki, czyli toruńskie piernikowe bajki (niekoniecznie dla najmłodszych), Gdynia: Novae Res, 2018 (ISBN 978-83-8147-091-9)
- Podgórz. Toruńskie przedmieścia sprzed lat, Łódź: Księży Młyn Dom Wydawniczy 2018 (ISBN 978-83-7729-452-9)[17]
- Podgórz koło Torunia. Pocztówki z kolekcji Pawła Żuchowskiego, Gdynia 2019 (ISBN 978-83-7591-667-6)
- Bydgoskie Przedmieście. Toruńskie przedmieścia sprzed lat, Łódź 2019 (ISBN 978-83-772-9501-4)
- Bydgoskie Przedmieście w Toruniu. Pocztówki z kolekcji Tamary i Krzysztofa Klunderów, Gdynia 2020 (ISBN 978-83-7591-753-6)
- Podgórzajki, czyli podtoruńsko-podgórskie bajki (niekoniecznie dla najmłodszych), Gdynia 2021 (ISBN 978-83-7591-785-7)
- Przewodnik po woj. kujawsko-pomorskim [5 tomików, miasta i okolice]: Bydgoszcz, Grudziądz, Inowrocław, Toruń, Włocławek, Pascal 2021
- Restauracje-ogrody: Viktoria Park i Tivoli. Toruńskie przedmieścia sprzed lat, Łódź 2021 (ISBN 978-83-7729-638-7)

Współautorka projektu Piszemy historii Podgórza ciąg dalszy), który zainspirował powstanie aplikacji na urządzenia mobilne Podgórz widmo (Dom Muz w Toruniu: Agnieszka Dąbowska, Marta Siwicka oraz Fundacja Orange).
Od 2013 roku prowadzi blog toruniarnia, poświęcony kulturze, sztuce i dziejom Torunia. Od 2015 roku Społeczny Opiekun Zabytków. Współpracuje ze Stowarzyszeniem Toruńskie Spacery Fotograficzne. Archiwalne fotografie z rodzinnych zbiorów udostępnia w Bibliotece Kolekcji Prywatnych.

## Aktywność społeczna
Członkini stowarzyszenia Czas Mieszkańców, kandydatka Czasu Mieszkańców w wyborach samorządowych do Rady Miasta Torunia (2014).